# Antonín Brus z Mohelnice
Antonín Brus z Mohelnice (Mohelnice, 13 febbraio 1518 – Praga, 28 agosto 1580) è stato un arcivescovo cattolico tedesco.

## Biografia
Brus compì i propri studi a partire dal 1541 a Praga ed a Cracovia, divenendo quindi cavaliere dei Crocigeri della Stella Rossa e venendo ordinato sacerdote. Si propose come volontario nella lotta contro i turchi in Ungheria e tra il 1542 ed il 1545 fu sul campo di battaglia. Dopo l'armistizio, fu attivo in Boemia col proprio servizio religioso. Nel 1552 venne prescelto come gran maestro dei Crocigeri della Stella Rossa, venendo nominato quindi vicario generale e predicatore generale dell'esercito austriaco allo scoppio di una nuova guerra contro i turchi, per mano diretta dell'imperatore Ferdinando.
Nel 1558, dopo averne più volte ammirate le doti, l'imperatore lo nominò vescovo di Vienna, mentre ricopriva anche l'incarico di consigliere imperiale.
Per le sue abilità, Ferdinando I nel 1561 decise di nominarlo arcivescovo di Praga dopo 140 anni di vacanza della sede, contribuendo a fortificare e a rinnovare l'influenza cattolica nella zona contrastando i protestanti boemi.
Dal 1562 divenne legato imperiale ed oratore al concilio di Trento, dove tenne un atteggiamento di riconciliazione, prescrivendo ad ogni modo che non avrebbe più consacrato sacerdoti che si fossero definiti ussiti per prevenire l'insorgere di situazioni ambigue.

## Successione apostolica
La successione apostolica è:
- Vescovo Marcin Gerstmann (1575)
- Vescovo Thomas Albin von Helfenburg (1575)